# Masasa Moyo
Masasa Moyo (Londres, Ontario, 23 de enero de 1970) es una actriz canadiense de cine, televisión y doblaje.

## Biografía
Nació en London, Ontario, en el seno de una familia de origen diverso: su padre es zimbabuense y su madre tiene ascendencia irlandesa y germano-estadounidense. Comenzó a interesarse por la actuación durante su juventud y participó en producciones teatrales mientras cursaba estudios universitarios.
Posteriormente se trasladó a Los Ángeles, Estados Unidos, donde ha continuado desarrollando su carrera artística. Además de su trabajo en cine y televisión, ha desempeñado labores como actriz de voz en diversos proyectos.

## Filmografía

### Películas
| Año  | Título                                                    | Papel                                  | Notas           |
| ---- | --------------------------------------------------------- | -------------------------------------- | --------------- |
| 2001 | Kingdom Come                                              | Delightful Slocumb                     |                 |
| 2002 | Nosferatu L.A. '02                                        | Laytesha (voz)                         | Cortometraje    |
| 2003 | Paris                                                     | Bartender del Golden Gate              |                 |
| 2004 | Woman Thou Art Loosed                                     | Reclusa #4                             |                 |
| 2004 | Johnson Family Vacation                                   | Theta #1                               |                 |
| 2004 | Team America: World Police                                | Sarah Wong (voz)                       | [ 3 ]           |
| 2004 | Full Clip                                                 | Novia #1                               |                 |
| 2006 | Rugrats: Tales from the Crib: Three Jacks and a Beanstalk | Cantante de Góspel, Coro (voz)         | Directo a video |
| 2009 | Angels & Demons                                           | Reportera Sudafricano #1               |                 |
| 2012 | Noah                                                      | Narial (voz)                           |                 |
| 2013 | Holla II                                                  | Clare                                  |                 |
| 2013 | Sharp                                                     | Kajri Kaamil                           |                 |
| 2014 | Planes: Fire and Rescue                                   | Voces adicionales                      |                 |
| 2017 | Teen Titans: The Judas Contract                           | Karen Beecher / Bumblebee, Traci (voz) | Directo a video |

### Televisión
| Año  | Título                         | Papel           | Notas                       |
| ---- | ------------------------------ | --------------- | --------------------------- |
| 1999 | webRIOT                        | Locutora (voz)  |                             |
| 2001 | Call Me Claus                  | Recepcionista   | Película para televisión    |
| 2001 | Men, Women & Dogs              | Cindy Winters   | Episodio: "Kibbles & Grits" |
| 2003 | Whose Wedding Is It Anyway?    | Narradora (voz) |                             |
| 2004 | Curb Your Enthusiasm           | Enfermera       | Episodio: "The Surrogate"   |
| 2004 | Phil del Futuro                | Sra. Levy       | 2 episodios                 |
| 2004 | CSI: Crime Scene Investigation | Reclusa #1      | Episodio: "XX"              |

### Animación
| Año             | Título                   | Papel | Notas                                 |
| --------------- | ------------------------ | --- | ------------------------------------- |
| 2003            | Evil Con Carne           | Kablamity Jane | 1 episodio                            |
| 2003            | Liga de la justicia      | Beautiful Woman | 2 episodios                           |
| 2005            | Codename: Kids Next Door | Voces adicionales | Episodio: "Operation: M.A.U.R.I.C.E." |
| 2006            | W.I.T.C.H.               | Ironwood | 3 episodios                           |
| 2006-2007       | Celebrity Deathmatch     | Tally Wong | 16 episodios                          |
| 2011            | American Dad!            | Masajista, Líder de banda | Episodio: "School Lies"               |
| 2011-2013, 2019 | Young Justice            | Karen Beecher / Bumblebee, Cat Grant, Wendy Harris, Scientist, Greta Hayes / Secret, Amber Joyce, Sharon Vance, Belle Reve Guard Hart, Mother On Stairs | 24 episodios                          |
| 2012            | Superman of Tokyo        | Mamá de Kenta | 2 episodios                           |
| 2012            | Animal Man               | Ddamisela en apuros | 1 episodio                            |
| 2013            | Thunder and Lightning    | Jennifer Pierce / Lightning | 2 episodios                           |
| 2015            | The Jellies              | | Episodio: "Pilot"                     |
| 2017            | The Powerpuff Girls      | Voces adicionales | Episodio: "Power of Four"             |

### Videojuegos
| Año  | Título                               | Papel                                              | Notas                  |
| ---- | ------------------------------------ | -------------------------------------------------- | ---------------------- |
| 2000 | Animorphs: Know the Secret           | Cassie                                             | [ 3 ]                  |
| 2001 | Star Wars: Obi-Wan                   | Adi Gallia                                         | [ 3 ]                  |
| 2002 | Star Wars Jedi Starfighter           | Adi Gallia                                         | [ 3 ]                  |
| 2002 | X-Men: Next Dimension                | Psylocke                                           |                        |
| 2003 | Final Fantasy X-2                    | Leblanc                                            | [ 3 ]                  |
| 2003 | Hunter: The Reckoning: Redeemer      | Samantha Alexander                                 |                        |
| 2004 | Tales of Symphonia                   | Pronyma, Luna                                      | [ 3 ]                  |
| 2004 | Shark Tale                           | Groupie Fish #2, Mid-Age Lady Fish                 | [ 3 ]                  |
| 2004 | X-Men Legends                        | Psylocke                                           | [ 3 ]                  |
| 2005 | Jade Empire                          | Silk Fox, Princess Sun Lian                        |                        |
| 2005 | X-Men Legends II: Rise of Apocalypse | Shanna the She-Devil                               | [ 3 ]                  |
| 2005 | True Crime: New York City            |                                                    | Acreditada como Masasa |
| 2006 | Dead or Alive Xtreme 2               | Lisa Hamilton                                      |                        |
| 2006 | Saints Row                           | Residente de Stilwater                             |                        |
| 2006 | Tony Hawk's Project 8                |                                                    |                        |
| 2007 | Armored Core 4                       | Mido Auriel, Coordinadora del sitio de lanzamiento | [ 5 ]                  |
| 2007 | Spider-Man 3                         | Voces adicionales                                  |                        |
| 2008 | Valkyria Chronicles                  | Rosina Selden                                      |                        |
| 2008 | Saints Row 2                         | Policía mujer, Ho #2, Chica de la hermandad #2     |                        |
| 2009 | MadWorld                             | Amala, Reportera                                   | [ 3 ]                  |
| 2009 | Red Faction: Guerrilla               | Carmen                                             |                        |
| 2009 | Halo 3: ODST                         | Sadie Endesha                                      |                        |
| 2010 | White Knight Chronicles              | Voces adicionales                                  | [ 6 ]                  |
| 2010 | Final Fantasy XIII                   | Habitantes de Cocoon                               | [ 7 ]                  |
| 2010 | Dead or Alive Paradise               | Lisa Hamilton                                      | [ 3 ]                  |
| 2010 | Valkyria Chronicles II               |                                                    |                        |
| 2011 | Dead or Alive: Dimensions            | La Mariposa                                        | [ 3 ]                  |
| 2011 | Saints Row: The Third                | Voces de peatones y personajes                     |                        |
| 2011 | Final Fantasy XIII-2                 | Voces adicionales                                  |                        |
| 2012 | Diablo III                           | Voces adicionales                                  |                        |
| 2013 | Anarchy Reigns                       | Mathilda, Amala                                    | [ 3 ]                  |
| 2013 | BioShock Infinite                    | Voces adicionales                                  |                        |
| 2013 | Batman: Arkham Origins               | Candy                                              |                        |
| 2013 | Grand Theft Auto V                   | Población local                                    |                        |
| 2014 | Broken Age                           | Vella                                              | [ 3 ]                  |
| 2015 | Skylanders: SuperChargers            | Voces adicionales                                  | [ 8 ]                  |
| 2016 | World of Warcraft: Legion            |                                                    |                        |
| 2018 | Magic: The Gathering Arena           | Kaya                                               |                        |